# Speedway Grand Prix
Speedway Grand Prix je seriál motocyklových plochodrážních závodů v průběhu sezóny, který se používá k určení titulu mistra světa jednotlivců. První Speedway Grand Prix odstartovala v roce 1995 a nahradila předchozí formát jednodenního finále. Prvním vítězem se tehdy stal Hans Nielsen z Dánska.

## Formát závodů
V historii se už několikrát měnil systém závodů a bodovací systém. Ve starém formátu se všechny jízdy započítávají do celkového počtu bodů Grand Prix, včetně semifinále a finále, maximální počet bodů za jednu GP je 21 (5x vítězství v rozjížďce, vítězství v semifinále a finále). Toto bodování bylo zavedeno v důsledku připomínek jezdců během roku 2006, že 4 finalisté obdrželi příliš mnoho bodů ve srovnání s poraženými semifinalisty, kteří zase získali malou výhodu ve srovnání s prvním nepostupujícím do semifinále. Tento formát také znamenal, že vítězem každé Grand Prix nemusel být jezdec, který získal nejvíce bodů GP z každého kola. Bodovací systém byl změněn v sezóně 2020, kdy body jsou v šampionátu udělovány na základě celkového výsledku jezdce v GP. Získané body v základní části tak pouze určuji umístění jezdců po základní části.
Od sezóny 2025 postupují po základním rozpise jezdci na 1. a 2. místě přímo do finále. Jezdci na      3. – 10. místě musí do "Last-Chance Qualifiers" (LCQ1 a LCQ2). Vítězové LCQ postupují do finále Grand Prix. Ostatní jezdci v závodě končí.
Další novinkou od sezóny 2025 je Head-to-Head knockout. Jezdci jsou rozděleni do dvojic a budou se snažit zajet nejrychlejší čas. Závodník s lepším čase ve dvojici postoupí do Q2. Do druhé části kvalifikace postoupí 8 nejrychlejších jezdců, kde se opět rozdělí do dvojic a nejrychlejší postoupí do sprintu, kde se čtyři jezdci utkají o mistrovské body. Tento způsob kvalifikace je pouze v předem vybraných Grand Prix, kde se zrovna nepořádá závod SGP2 nebo SGP3, který se jede den před SGP na stejných stadionech.
V ostatních závodech jezdci, kteří postoupí z Q2 do Q3, vytvoří jednu skupinu a budou se opět snažit zajet nejrychlejší čas. Vítěz v Q3 získává právo jako první si vybrat startovní číslo pro sobotní závod.

## Aktuální systém bodování

#### Jezdci, kteří postoupili do LCQ a finále
- Vítěz – 20 bodů
- 2. místo – 18 bodů
- 3. místo – 16 bodů
- 4. místo – 14 bodů
- 5. místo – 12 bodů
- 6. místo – 11 bodů
- 7. místo – 10 bodů
- 8. místo – 9 bodů

- 9. místo – 8 bodů
- 10. místo – 7 bodů

#### Jezdci, kteří nepostoupili
- 11. místo – 6 bodů
- 12. místo – 5 bodů
- 13. místo – 4 body
- 14. místo – 3 body
- 15. místo – 2 body
- 16. místo – 1 bod
- 17. místo – 0 bodů
- 18. místo – 0 bodů

## Kvalifikace do SGP
Stejných 15 jezdců tvoří základ sestavy Grand Prix v průběhu sezóny, s výjimkou zranění. 16. jezdec, známý jako „divoká karta“, bude obvykle vedoucí jezdec mimo GP ze země, ve které se Grand Prix koná. Divoká karta může vyhrát Velkou cenu jako kterýkoli jiný jezdec a jejich body mistrovství světa se počítají stejně jako 15 stálých jezdců.
O 15 stálých jezdcích Speedway Grand Prix se v průběhu historie seriálu rozhodovalo různými metodami. Pro sezónu 2016 se automaticky kvalifikovalo 8 nejlepších jezdců z mistrovství světa 2015. K nim se připojili 3 jezdci, kteří se kvalifikovali prostřednictvím kvalifikací Grand Prix, a 4 jezdci, kteří byli nominováni tehdejšími promotéry série, IMG. 
Nyní se do další sezóny kvalifikuje 7 nejlepších jezdců z minulé sezóny + 4 nejlepší jezdci z Grand Prix Challange + vítěz Speedway European Championship a další 3 závodníci jsou nominováni promotérem.

## Přehled vítězů Speedway Grand Prix
| Rok  | Jezdec           | Národ |
| ---- | ---------------- | ----- |
| 1995 | Hans Nielsen     |       |
| 1996 | Billy Hamill     |       |
| 1997 | Greg Hancock     |       |
| 1998 | Tony Rickardsson |       |
| 1999 | Tony Rickardsson |       |
| 2000 | Mark Loram       |       |
| 2001 | Tony Rickardsson |       |
| 2002 | Tony Rickardsson |       |
| 2003 | Nicki Pedersen   |       |
| 2004 | Jason Crump      |       |
| 2005 | Tony Rickardsson |       |
| 2006 | Jason Crump      |       |
| 2007 | Nicki Pedersen   |       |
| 2008 | Nicki Pedersen   |       |
| 2009 | Jason Crump      |       |
| 2010 | Tomasz Gollob    |       |
| 2011 | Greg Hancock     |       |
| 2012 | Chris Holder     |       |
| 2013 | Tai Woffinden    |       |
| 2014 | Greg Hancock     |       |
| 2015 | Tai Woffinden    |       |
| 2016 | Greg Hancock     |       |
| 2017 | Jason Doyle      |       |
| 2018 | Tai Woffinden    |       |
| 2019 | Bartosz Zmarzlik |       |
| 2020 | Bartosz Zmarzlik |       |
| 2021 | Artem Laguta*    |       |
| 2022 | Bartosz Zmarzlik |       |
| 2023 | Bartosz Zmarzlik |       |
| 2024 | Bartosz Zmarzlik |       |

* Nemohl startovat pod svojí národností

## Promotéři Speedway Grand Prix
Speedway Grand Prix byla původně vlastněna společností Benfield Sports International, která byla později přejmenována na BSI Speedway. 11. dubna 2007 bylo oznámeno, že společnost IMG koupila společnost BSI Speedway a stávající tým převzal stejné role akorát jenom ve společnosti IMG Motorsport. IMG Motorsport řídil sérii až do roku 2015.
Speedway Grand Prix v současné době šéfuje společnost Discovery Sports Events. Dříve Eurosport Events, který vlastnil práva na SGP v roce 2015.